# Cabangan
Cabangan é um município de  quarta classe de renda municipal (d) na província Zambales, nas Filipinas. De acordo com o censo de 1 de maio  de  2020 possui uma população de 28 118 pessoas e 6 957 domicílios.